# Нігіно
Ні́гіно (рос. Нигино) — присілок у складі Нікольського району Вологодської області, Росія. Входить до складу Нікольського сільського поселення.

## Населення
Населення — 286 осіб (2010; 399 у 2002).
Національний склад (станом на 2002 рік):
- росіяни — 100 %